# Parathesis glabra
Parathesis glabra là một loài thực vật có hoa trong họ Anh thảo. Loài này được Donn. Sm. mô tả khoa học đầu tiên năm 1901.